# ペルシャ舞踊

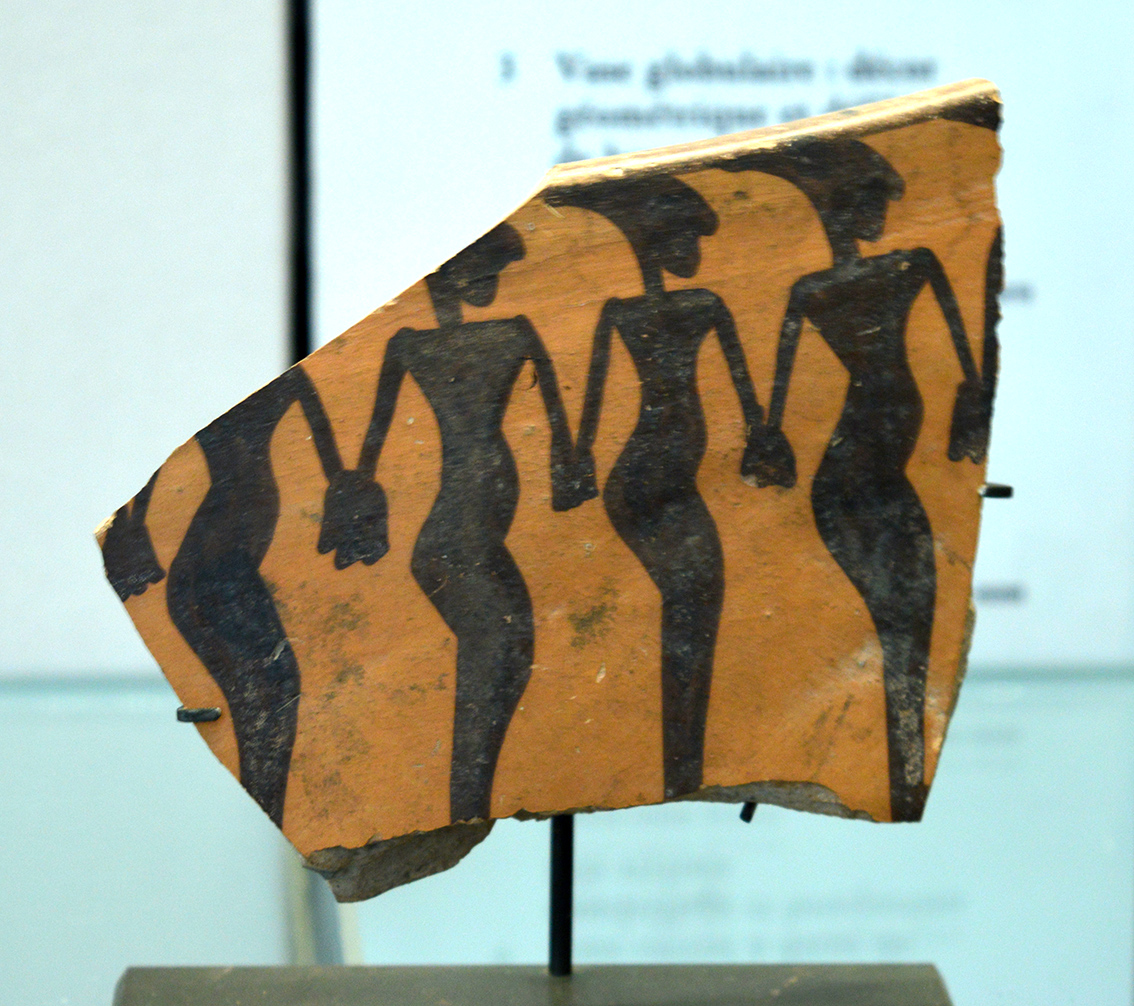
陶片に描かれた踊り手、Cheshmeh-Ali (Shahr-e-Rey)、イラン、紀元前5000年頃（ルーヴル美術館所蔵)

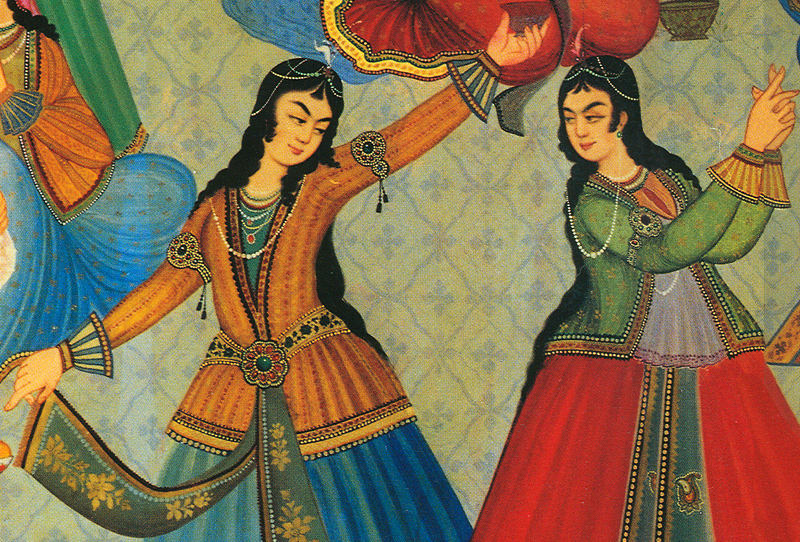
式典で踊るペルシャの女性たち、17世紀頃、現イラン

ペルシャ舞踊（ペルシャぶよう、あるいはイラン舞踊 Persian:رقص ایرانی)は、主に現在のイランの領域における住民の過去も含めた踊りの様式を指す。過去の複数のペルシャの王朝の変遷の過程でその領土は何度も変化しており、その影響を含めた関連性のある周辺地域の舞踊を含む。イランの舞踊は、それぞれの地域の人々とその文化、言語によって差異がみられる。踊りには、再構築され洗練された宮廷の踊りから、エネルギッシュな民俗舞踊まで多様である。
現在のイラン国内にはクルド人の他、イランのアゼルバイジャン人、イランのトルクメン人、イランのユダヤ人、イランのアルメニア人、イランのジョージア人といったイランの少数民族を含んでおり、それに加えて現代のイランの国境内には数多くの部族がいる。そして、各集団、地域、更には歴史上の期間に関連して、それぞれの特定の踊りの様式がある。
アラビア語で「踊り」を指すラクス(Raghs 或いは Raqs)は、ペルシャ語でも「踊り」の意味で用いられる。ペルシャ語には元々 paykubi という踊りを指す言葉があるが、もはや一般には使われていない。アゼルバイジャン語でも「踊り」をラクス(Raqs)と言う。クルド人は「踊り」を Halperke、ロレスターン州のロル族は Bākhten (或いは Bāzee) と呼ぶ。

## 歴史
イラン高原の人々は、音楽、演劇、ドラマ、宗教儀式の形で舞踊をおこなっており、少なくとも紀元前6世紀以来、マスク、動物や植物の衣装、リズム楽器などを使用していた。舞踊と芝居・演劇が文化的に混合した形式は祝い事、弔い、崇拝といった儀式の際に行われてきており、俳優たちは音楽、舞踊、身体的なふるまい、表現方法に通じていた。
踊り手、演奏家、俳優が描かれた骨董品がイランの多くの考古学的な先史遺跡（Tepe Sabz、Ja'far Abad、Chogha Mish、Tall-e Jari、Cheshmeh Ali、Ismaeel Abad、Tal-e bakun、Tepe Sialk、Tepe Musian、tepe Yahya、Shahdad、Tepe Gian、Kul Farah、Susa、Kok Tepe、Cemeteries of Luristan など）に存在する。
イランの歴史上の舞踊について、最も初期に研究されたものは、雄牛を供物にしたミトラ教の崇拝での舞踊であった。この宗教は後にローマ帝国にも広まっており、その踊りは日常生活に活力をもたらすためのものであった。
また、ギリシャの歴史家のハリカルナッソスのヘロドトスの作品の歴史 第9巻（カリオペ）が、紀元前478年までのアジアの諸帝国とペルシャ戦争の歴史を記述しており、その中で古代ペルシャの踊りについての有意な研究がなされている。古代ペルシャは、最初にギリシア人、その後はアラブ人そしてモンゴルといった諸外国による占領を経て、政治不安と内戦が起こっていった。 これらの変化を通じて、伝統的なダンスの伝統はゆっくりと消滅していった。
ペルシャ帝国が崩壊、分裂していった後、新しい征服者に奴隷にされたイランの女性と少女たちはしばしば奴隷にされ、新しい支配者にエロティックな踊りを求められた。イランにおいて、イスラムの普及に伴ってその教義によって踊りは禁止されていたが、一方で長年にわたり禁止が緩んできていた面もあったが、1979年のイラン革命以後、男女が混ざり合って頻繁に踊ることはもはや許されなかった。1979年のイラン革命で、踊りやバレエ芸術はイランでは終焉を迎えた。イランの「文化革命」の原則によれば、踊りは邪悪なもので、大罪で不道徳で堕落していると見做された。イランの国立バレエ団は解散し、才能のあるペルシャの踊り手の多くは欧米へ移住し、 新世代の踊り手がディアスポラの地で成長してきている。

## 踊りの分類
ペルシャの舞踊には4つのカテゴリーがある。
1. 複数人での踊り
2. ソロの即興舞踊
3. 戦争・戦闘の踊り
4. 儀式・精神的な舞踊

結婚式やノウルーズの祝いのような集まりの機会に踊られる、現代的な社会的な踊りや都会での踊りは、共同体の序列に従ったり輪になって踊るものだけでなく、個人の即興的な形態に焦点を当て、各踊り手自身が独自に音楽を解釈し、 時には他の踊りの様式や要素を融合させて踊っている。

### 複数人での踊り
複数人での踊りは、複数の踊り手で踊るもので、その踊りに関わる地域名や部族名から踊りに名前が付けられている。

### ソロの即興舞踊
ソロの即興舞踊には、サファヴィー朝やガージャール朝の宮廷舞踊を再構成したものも含む。これらは即興的に踊られることが多く、手首で輪を描くような、手と腕の繊細で優雅な動きを用いる。

### 戦争・戦闘の踊り
戦争・戦闘の踊りは戦いの様を模したもの、あるいは戦士の訓練の一助としたものである。 ズールハーネの儀式とレスリングの訓練の動作は Raghs-e-Pa と呼ばれ、踊りの一つとして知られており、格闘技とも見なすことができる。

### 儀式・精神的な舞踊
儀式・精神的な舞踊は、サマーウやズィクルで知られるスーフィズムとして見られる。イランやその周辺地域では癒しの実践のために忘我状態で踊る様々な種類の踊りがある。音楽や動作、忘我を含む一つの癒しの儀式として、le’b guati と呼ばれるイラン東部のバルーチスターンでの儀式があり、持ち主の魂を取り除くために行われ、エクソシスムと同様の状態が現れる。
バルーチスターンには、gowati という言葉があり、音楽を癒しに用いて精神的な病（「風に取りつかれている」と表現する）から回復した患者を指す。
ゲシュム島などのイラン南岸地域には「風」によるとされる同様の憑依現象があり、アフリカ、特にエチオピア帝国やエチオピア地域の影響を受けているものと考えられている。
アラビア語起源の「耳を傾ける」という意味のサマーウという言葉は、音楽を聴き、神性との合一を目指す精神的な修練を指し、トルコ語では、sema と綴られる。サマーウやズィクル等の修行を率いる、スーフィズムの修道僧をダルヴィーシュと呼ぶ。

## ペルシャ舞踊の様式
以下は、イランにおけるさまざまな民族グループによる、古代と現代のペルシャ舞踊のリストである。
- Baba Karam　："王宮の召使いがハーレムの女の子の一人と恋に落ち、彼女と一緒にいられないという悲しみからこの歌を歌った"というスーフィーの物語から生まれた、この踊りは、複数人で踊り、伝統的に男性の踊り手のものであったが、今日では女性によっても踊られ、時にはコンテンポラリーなペルシャのヒップホップダンスを指す言葉でもある。
- バンダリの踊り（英語版） ：複数人で踊り、しばしば「ペルシャのベリーダンス」と呼ばれ、アフリカとアラビアの音楽と舞踊の影響を受けたイランの南西部の港湾地域に固有のダンスのスタイルを指す。この舞踊では踊り手が「海の上で漁師たちが連携するために手を振る」動作に似た形で、独特な手の振りがあることが特徴的である[10][11]。
- バッセリの踊り ：ファールス州の遊牧民のバッセリ（英語版）族が伝統的に踊る。踊り手達は、伝統的な色彩鮮やかな衣装を着て踊る[12]。
- ボジュヌールドの踊り ：ボジュヌールドはトルコ系の人々が住む、イラン北東にある村である。ボジュヌールドの踊りは男女が別々でも一緒でも踊り、peshkan として知られている方法で指を鳴らして踊る。輪になって踊り、踊り手達は走りながら方向を変えて互いに交互に向き合うようにする。踊り手の男女は dastmal と呼ばれる小さな小さなカラフルなスカーフを振りながら踊る[13]。
- Choob bazi ：chob bazi、chub-bazi、çûb-bâzî 、 raghs-e choobとしても知られている。イラン中で見ることができ、男たちが棒を持って演じるもので、踊りの名前は「棒遊び」の意味。2つの様式の Choob bazi があり、一つは闘いを模したもので男性達のみ（通常は二人）で、攻撃役と防御役を演じる。音楽のリズムは持たないもので、主に南西イランでよく見られる[14]。もう一つの Choob bazi の様式では輪または列になって踊り、男女が踊る。より社交的な踊りである[15][16]。
- ペルシャ古典宮廷舞踊 ：即興のソロでの舞踊で、繊細で優雅な手や腕の動きと、生き生きとした顔の表情は言い難い魅惑をもたらす。ペルシャの古典舞踊は体系立てや成文化されていない。それ故、それぞれの踊り手は自らの様式を生み出し、既知のペルシャ舞踊の動作の枠組みを基に即興を成し遂げる[5]。衣装には、豊かな絹、錦織、長いスカートが特徴的である。
- Haj Naranji dance ：上半身の動きが強調され、手の動き、胴体のうねり、顔の表情が特徴的である。
- Jâheli ：著名なペルシャの踊り手 Jamileh によって1960～70年代に大衆化された踊りである。9世紀から10世紀に起源を持つイランのジャーヒリーヤ的なサブカルチャーがあり、そこに起源を持つ。当時はトルコ人とモンゴル人が放牧地や耕作地を求めて東部イランに侵入していた時期であった。それぞれの町や村を守るために各地で独自の防衛組織が形成され、その組織の男たちを jâhel（ペルシャ語で「無知」を意味する）と呼んでいた。この組織には女性も加わり、生活の知恵や精神性を融合した文化や踊りを発達させていた[17][18]。
- ハリージの踊り(アラビア語: خليجي) ：即興的に行われる現代的なダンス。結婚式などの特別な祝いの場で自身の楽しみのために女性のペアまたはグループで踊られる[19]。この呼び名は、ペルシャ湾岸地域のハリージ音楽（英語版）も指す。
- ケレシュメの踊り(Kereshmeh dance) ：ソロの踊り。19世紀のイランのガージャール朝の宮廷舞踊。"Kereshmeh" はペルシャ語で「魅力的」との意味。[20][21]。
- Kharman dance
- Khorasani dance
- Latar dance
- Le’b Guati ：イラン東部のバルーチスターンの精神的な踊りで、忘我状態で踊る。
- レズギンカ（英語版） ：アゼルバイジャン人、コーカサスの人々の民俗舞踊で、地域ごとに様々なスタイルの変化がある。
- Luri dance
- Matmati
- Mazandarani dance
- Motrebi dance ：ガージャール朝時代にプロの踊り手、時には売春婦によって、或いはパーティの出し物として踊られていた。現代では、安ナイトクラブでみられる踊りである[22][23]。
- Qasemabadi ：Ghasem Abadi としても知られている踊りで、カスピ海近くのギーラーン州のギーラーン人（英語版）による米の収穫の踊り[24]。
- Raghs-e-Pa ：Raqs-e Pa 或いは Pay-Bazi としても知られている踊りで、ズールハーネで見られる「伝統的な脚さばき」の踊りである。
- Raghs-e-Pari ：ペルシャの妖精の踊り
- Raghs-e Parcheh ：ペルシャのベールをまとった踊り
- Raghs-e Sharqi ：ベリーダンス
- Ru-Howzi ：家庭生活を描くコミカルな演劇で、多少の踊りが含む。
- Sama-o-raghs ：歓びに関する精神的なスーフィズムの踊りで、詠唱を伴い、踊り手は音楽のリズムに乗って踊り、しばしば恍惚状態に陥るか、疲労で倒れてしまうまで踊り続ける。
- シャムシールの踊り ：剣を使った戦争の踊りで、Shamshir-bazi としても知られている踊り。通常、スィースターン・バルーチェスターン州で踊られる。
- Shateri dance ：古典的なペルシャの踊りで、アラビアの踊りに比べて腰の動きがない。
- Tehrani dance ：Tehrooni としても知られている踊りで、テヘラン風のナイトクラブの踊り。
- Vahishta ：精神的なスーフィズムの踊り。
- Yalli ：ハライとしても知られている踊りでアゼルバイジャン人の複数人で踊る民俗舞踊。最初はゆっくりとはじまるが、最後には走るような速さとなる。伝統的に火の祝いのためのもので、火は熱、光、そして暖かい食物の源として大切にされていた。古代では、踊り手は火を女神とみなして崇拝していた。
- Zaboli dance ：イラン南東部のスィースターン・バルーチェスターン州で複数人で踊る民俗舞踊[25]。
- Zār ：イランの南部沿岸地域由来の精神的な踊り。イランの人々は悪意を持った風や平穏な風の存在と、それが人々に取りつくと信じている。そのような人々は特定の儀式と踊りによって癒されている[9]。
- Zargari dance ：Zargari people（英語版）の踊り。

## 著名なペルシャ舞踊人

### コンテンポラリダンス・歴史的な舞踊
以下のリストは、様々な踊りの様式に関する現代及び歴史的なペルシャの踊り手や振付家のリスト（アルファベット順）
- Sahar Azari
- Helia Bandeh ：オランダを拠点に活動するペルシャ伝統舞踊団 Helia Dance Network[26] のリーダー。
- Farima Berenji
- Haydeh Changizian
- Foroozan
- Jamilah ：ロサンゼルスを拠点に活動するベリーダンサー
- Farzaneh Kaboli（英語版）
- Mohammad Khordadian（英語版）
- Shirin Kiani (Santa Barbara Ballet)
- Maryam Mahdaviani (New York City Ballet)
- Cigana MahMah (of Sigana Choreographer, Dayereh Crew)
- Mahvash（英語版） ：1950年代から1960年代に人気のあった踊り手で歌手。
- Masa ：ロサンゼルスを拠点に活動する踊り手
- Medea Mahdavi (UK-based dancer and choreographer)[27]
- Afshin Mofid (ニューヨーク・シティ・バレエ団)
- Shahrokh Moshkin Ghalam（英語版） ：パリを拠点に活動するモダンダンサー
- Abdollah Nazemi ：コレオグラファーで教育者。Pars National Ballet Company の創設者[28][29]。
- Azita Sahebjam（英語版） ：踊り手で、Vancouver Pars National Balletのディレクター[30]。
- キミヤ・サレー ：日本を拠点に活動するイラン人の踊り手。アラビア・スタイルのベリーダンサー。
- ミーナ・サレー ：日本を拠点に活動するイラン人の踊り手。アラビア・スタイルのベリーダンサー[31][32]。
- Shahrzad
- Azar Shiva（アラビア語版）

### 著名なペルシャ舞踊団
- Afsaneh Ballet（英語版）
- AVAZ International Dance Theatre ：モダニズムの影響を受けたイランの民俗舞踊団。1977年以来、ロサンゼルスで活動[33][28]。
- Khorshid Khanoom Dance ：1995年にカナダのモントリオールで Aram Bayat によって創設。イランの伝統舞踊の調査と教授を目的[34]。
- Niosha Dance Academy (NDA) ：Niosha Nafei によって創設。北カリフォルニアを拠点に活動[35]。
- Pars National Ballet Company ：1986年に Abdollah Nazemi によって創設。ロサンゼルスを拠点に活動[28]
- Saba Dance Company ：イラン民俗舞踊団。カリフォルニアを拠点に活動[36]
- Shahrzad Dance Academy ：SDA としても知られており、サンフランシスコのベイエリアを拠点に活動。
- Silk Road Dance Company ：ペルシャ・中央アジア舞踊団。1995年よりワシントンＤＣで活動。
- Vancouver Pars National Ballet ：VPNBとしても知られており、ペルシャ語では、Bale-ye Melli-ye Pars。Abdollah Nazemi に師事した Azita Sahebjam により創設。1989年よりカナダのバンクーバーを拠点に活動[37][30]。